# Oreolalax liangbeiensis
Espèce
Statut de conservation UICN

 CR B1ab(iii,v)+2ab(iii,v); C2a(ii) : 
En danger critique
Oreolalax liangbeiensis est une espèce d'amphibiens de la famille des Megophryidae.

## Répartition
Cette espèce est endémique du Sud de la province du Sichuan en République populaire de Chine. Elle se rencontre entre 2 859 et 3 000 m d'altitude dans le xian de Yuexi,.

## Publication originale
- Liu, Hu & Fei, 1979 : Five new pelobatid toads from China. Acta Zootaxonomica Sinica, Beijing, vol. 4, p. 83-92.